# Geophis turbidus
Espèce
Geophis turbidus  est une espèce de serpents de la famille des Dipsadidae.

## Répartition
Cette espèce est endémique de l'État de Puebla au Mexique.

## Publication originale
- Pavón-Vázquez, Canseco-Márquez & Nieto-Montes De Oca, 2013 : A New Species in the Geophis dubius Group (Squamata: Colubridae) from Northern Puebla, México. Herpetologica, vol. 69, no 3, p. 358-370.